# Jikmatilloj Turaev
Jikmatilloj Turaev (25 de mayo de 1995) es un deportista uzbeko que compite en judo. Ganó una medalla de bronce en el Campeonato Asiático de Judo de 2019 en la categoría de –73 kg.

## Palmarés internacional
| Campeonato Asiático | Campeonato Asiático | Campeonato Asiático | Campeonato Asiático |
| Año                 | Lugar               | Medalla             | Categoría           |
| ------------------- | ------------------- | ------------------- | ------------------- |
| 2019                | Fujairah (EAU)      | Medalla de bronce   | –73 kg              |